# پاترولی (کالیفرنیا)
پاترولی (به انگلیسی: Potter Valley) یک منطقهٔ مسکونی در ایالات متحده آمریکا است که در شهرستان مندوسینو، کالیفرنیا واقع شده‌است. پاترولی ۱۰٫۵۱۱ کیلومتر مربع مساحت و ۶۴۶ نفر جمعیت دارد و ۲۸۹ متر بالاتر از سطح دریا واقع شده‌است.